# فرانسيس بلفور
الليدي فرانسيس بلفور (فرانسيس كامبل قبل الزواج، 22 فبراير 1858 - 25 فبراير 1931) أرستقراطية بريطانية ومؤلفة وناشطة في حركة منح المرأة حق التصويت. كانت بلفور من الأعضاء الأعلى رتبة في الطبقة الأرستقراطية البريطانية وتولت دورًا قياديًا في حملة حق تصويت المرأة في المملكة المتحدة. كانت بلفور عضوة في اللجنة التنفيذية للجمعية الوطنية لحق تصويت المرأة بين عامي 1896-1919. عارضت بلفور، الناشطة السلمية، الأعمال النضالية للاتحاد الاجتماعي والسياسي للمرأة، والذي أُطلق على أعضائه اسم ناشطي/ناشطات حق تصويت المرأة.

## الحياة
كانت فرانسيس بلفور الابنة العاشرة للسياسي الليبرالي البريطاني والنظير الاسكتلندي جورج كامبل، دوق أرجيل الثامن، وزوجته الليدي إليزابيث ساذرلاند ليفيسون جاور (الابنة الكبرى لدوق ساذرلاند الثاني)، وولدت في أرجيل لودج في كينسينجتون في لندن. أُصيبت الليدي فرانسيس كامبل بمرض مفصل الورك، وعانت منذ سنوات طفولتها الأولى من ألم مستمر وسارت بعرج. كان والداها متدينين بشدة وشاركا في عدة حملات مختلفة للإصلاح الاجتماعي، وقد ساعدت في هذه الحملات عندما كانت طفلة بحسب ما ورد، إذ ساهمت بحياكة الملابس لإرسالها إلى أبناء العبيد السابقين بعد حظر العبودية رسميًا من قبل الحكومة داخل الأراضي البريطانية في عام 1833.
في عام 1879، تزوجت بلفور يوستاس بلفور، مهندس معماري اسكتلندي أقام في لندن. شغل عم يوستاس اللورد سالسبوري ثلاث ولايات كرئيس وزراء بريطانيا. شغل الأخ الأكبر ليوستاس، آرثر بلفور المحافظ منصب رئيس وزراء بريطانيا بين عامي 1902-1905. عارضت فرانسيس السياسة المحافظة لأصهارها، ودعمت ووالديها رجل الدولة الليبرالي ويليام جلادستون وحكومته عندما كانت شابة. لم تتغلب الليدي فرانسيس بلفور وزوجها أبدًا على هذه الخلافات السياسية ومع الوقت، قضيا وقتًا أقل معًا.

## حق تصويت المرأة
كانت العضوة الوحيدة في الطبقة الأرستقراطية والاسكتلندية الوحيدة التي لعبت دورًا قياديًا في حملة حق المرأة البريطانية في التصويت. بدأت عملها من أجل حق تصويت المرأة في عام 1889، عندما أصبحت حلقة الوصل الرئيسية للدستوريين مع البرلمان. أصبحت في عام 1897 عضوة في اللجنة التنفيذية للاتحاد الوطني لجمعيات حق تصويت المرأة حديث التشكل، والذي ترأسته السيدة ميليسينت غاريت فوسيت، وعملت بهذه الصفة منذ التأسيس حتى حصول بعض النساء على حق التصويت في عام 1918. كانت أيضًا رئيسة لأكبر مجموعة فردية لحق تصويت المرأة في بريطانيا، جمعية لندن لحق تصويت المرأة، بين عامي 1896-1919. شغلت بلفور أيضًا، بين عامي 1903-1915، منصب رئيس نادي ليسيوم الذي قدم خدمات للنساء المهنيات. انضمت بعد أن أنهت عملها من أجل حق تصويت المرأة إلى المجلس القومي للمرأة في عام 1917، وشغلت منصب رئيس المجلس بين عامي 1921-1923.
نشرت الليدي فرانسيس ستة كتب، بما في ذلك سيرتها الذاتية نو أوبليفيسكاريس (دينا فورغيت)، وكانت محررة مشاركة مع نورا فين لمجلة وومن أند بروغرس. خُصصت المجلة للمساهمة في تحقيق المساواة في الحقوق بين الرجل والمرأة. كانوا سعداء برؤية الشابات مستبعدات من التصويت، طالما أنها تنطبق على الشبان على قدم المساواة. كادت المجلة أن تحقق نجاحً، لولا أن أجبرت على الإغلاق في يونيو 1914 بسبب نقص الأموال. تعدّ المجلة اليوم مصدرًا جيدًا لتاريخ حق تصويت المرأة.

## الوفاة
توفيت الليدي فرانسيس بلفور في لندن بتاريخ 25 فبراير 1931 بسبب ذات الرئة القصبية وقصور في القلب، ودُفنت في ويتينغهام، منزل عائلة بلفور في إيست لوثيان في اسكتلندا.